# Eremon
Eremon (irl. Ereamhon) – legendarny zwierzchni król Irlandii z bratem Emerem Finnem w latach 1016-1015 p.n.e., potem samodzielnie w latach 1015-1002 p.n.e. Siódmy syn Mileda (Mila) i jego drugiej żony Scoty, córki Faraona, króla Egiptu.
Według irlandzkich średniowiecznych legend i historycznej tradycji, urodził się w Hiszpanii oraz był jednym z wodzów, którzy wzięli udział w najeździe Milezjan na Irlandię, którzy zdobyli wyspę z rąk Tuatha Dé Danann. Eremon zaś został jednym z pierwszych milezjańskich zwierzchnich królów.
Ith mac Breogan był tym, który pierwszy najechał Irlandię zimowego wieczora, ze szczytu Wieży Breogana w północnej Hiszpanii na terenie Galicji. Íth z dziewięćdziesięcioma wojownikami przybił do Irlandii i wylądował nad „Cuchnącym Brzegiem” koło Headland pod Corcu Duibne. Został jednak zabity przez trzech królów Tuatha Dé Danann, MacCuilla, MacCechta i MacGreine′a.  W zemście Milezjanie najechali wyspę pod wodzą Eremona i Emera Finna. Przybili na południowym zachodzie Irlandii. Między najeźdźcami a królami iryjskimi doszło do bitwy pod Sliabh Mis w trzecim dniu po zejściu na ląd. Pierwsze starcie było bez rozstrzygnięcia. W tej bitwie poległa Scota, córka Faraona, żona Mila; pochowano ją pomiędzy Sliabh Mis a morzem. Zginęła także Fas, żona Una, syna Uige, od której nazwano to miejsce, Gleann Faisi. Po tych wydarzeniach synowie Mila wycofali się. Wkrótce jednak powtórnie wylądowali u ujścia Boyne i na równinie Brega. Tutaj doszło do kolejnej bitwy pod Tailtinn. Trwała ona do czasu, kiedy Eremon pokonał i zabił króla MacCechta, Emer MacCuilla, a Amergin MacGreine’a. Żony i królowe także zostały zabite. Milezjanie postanowili zabić wszystkich Dananian, jacy zostali, gdziekolwiek byli dogonieni. Ze strony Milezjan zginęli dwaj sławni wodzowie i synowie Breogana, mianowicie Fuad pod Sliabh Fuaid i Cuailgne pod Sliabh Cuailgne. Władza nad Irlandią została podzielona między Eremonem i Emerem. Pierwszy objął północną, a drugi południową część wyspy. 
Eremon miał dwie żony: siostrę Odbę, matkę Muimne'a, Luigne'a i Laigne'a, których zostawił w Hiszpanii oraz Teę, matkę Iriala Faida. Ta towarzyszyła mu w najeździe do Irlandii i zmarła tam. Była ona córką Lugaida, syna Itha, stryja Mileda. Dała swe imię Tarze, gdzie została pogrzebana – Lebor Gabála Érenn wyjaśnia iryjski Temair („Tea mur”), jako „Wał Tei”. Eremon miał także syna Palapa.
Po roku panowania doszło do kłótni między braćmi. Emer był bowiem niezadowolony ze swych zdobyczy. Spór dotyczył trzech słynnych wzgórz: Druim Clasaigh w Crich Maine, Druim Beathaigh w Maenmhagh i Druim Finghin w Munsterze. Eremon pokonał i zabił brata i jego żonę w bitwie pod Geisill. Stał się w ten sposób jedynym władcą Irlandii. Następnie wyznaczył władców dla czterech prowincji. Dał Ulster Emerowi mac Ir; Munster czterem synom Emera Finna, Erowi, Orbie, Feronowi i Fergnie; Connacht Unowi i Eadanowi, synom Uicce; zaś Leinster Crimhthannowi Sciathbhelowi z Fir Domnann. Podczas jego panowania lud Cruithne osiedlił się w Irlandii. Panował czternaście, piętnaście lub siedemnaście lat, po których zmarł w Rath Beothaigh pod Eoir, w Argat Ross. Po jego śmierci władzę nad całą Irlandią objęli trzej synowie: Muimne, Luigne i Laigne, rządzący wspólnie krajem.